# Apelle peignant Campaspe en présence d'Alexandre
Apelle peignant Campaspe en présence d'Alexandre est un tableau réalisé par le peintre français Jacques-Louis David vers 1812. De format horizontal, cette huile sur bois est une peinture d'histoire laissée inachevée. Elle représente Apelle peignant pour Alexandre le Grand sa maîtresse Campaspe, laquelle pose nue, une main dans ses cheveux blonds, assise au bord d'un lit. Également peu vêtu, mais coiffé d'un casque, le roi de Macédoine est figuré debout derrière l'artiste, supervisant son travail en cours et s'apprêtant peut-être à le tirer de sa rêverie amoureuse. Léguée en 1885, l'œuvre est conservée au palais des Beaux-Arts de Lille, à Lille, en France.